# Saint-Bérain
Saint-Bérain ist eine französische Gemeinde mit 90 Einwohnern (Stand 1. Januar 2022) im Département Haute-Loire in der Region Auvergne-Rhône-Alpes (vor 2016 Auvergne). Sie gehört zum Arrondissement Brioude und zum Kanton Gorges de l’Allier-Gévaudan.

## Geographie
Saint-Bérain liegt etwa 26 Kilometer westlich von Le Puy-en-Velay am Allier.
Nachbargemeinden von Saint-Bérain sind Siaugues-Sainte-Marie im Norden, Le Vernet im Osten und Nordosten, Saint-Privat-d’Allier im Süden und Osten, Monistrol-d’Allier im Süden und Südwesten sowie Prades im Westen.

## Bevölkerungsentwicklung
| Jahr                       | 1962 | 1968 | 1975 | 1982 | 1990 | 1999 | 2006 | 2018 |
| -------------------------- | ---- | ---- | ---- | ---- | ---- | ---- | ---- | ---- |
| Einwohner                  | 236  | 197  | 174  | 177  | 116  | 118  | 103  | 87   |
| Quellen: Cassini und INSEE |      |      |      |      |      |      |      |      |

## Sehenswürdigkeiten
- Kirche Notre-Dame-de-l’Assomption